# Tuva Novotny
Tuva Moa Matilda Karolina Novotny Hedström (Estocolmo, 21 de dezembro de 1979), conhecida simplesmente como Tuva Novotny, é uma atriz e cantora sueca. Ela nasceu em Estocolmo, mas cresceu em Åmotsfors, Arvika. Ela é filha do diretor de cinema tcheco, David Novotný e da artista Barbro Hedström.

## Biografia
Sua carreira começou com a idade de 16 anos quando ela conseguiu um papel na novela Skilda världar. Depois de seis meses em Praga, Novotny regressou à Suécia para seu trabalho em Skilda världar. No entanto, ela logo se ofereceu para fazer outros projetos e se comprometer com projetos mais desafiadores.

## Filmografia

### Cinema
| Ano  | Título        | Personagem    | Obs. |
| ---- | ------------- | ------------- | ---- |
| 2005 | Unge Andersen |               |      |
| 2010 | Eat Pray Love | Sofi          |      |
| 2011 | ID A          | Aliena / Ida  |      |
| 2015 | Krigen        |               |      |
| 2018 | Aniquilação   | Cass Sheppard |      |

### Televisão
| Ano  | Título | Personagem     |
| ---- | ------ | -------------- |
| 2016 | Nobel  | Johanne Riiser |